# Bramreja
Bramreja - żegl. czwarta, licząc od pokładu, reja przymocowana do bramstengi masztu, służąca do mocowania górnej części żagla rejowego. W zależności od masztu bramreja otrzymuje dodatkową nazwę, np. fokbramreja, grotbramreja itd.